# Supersemar

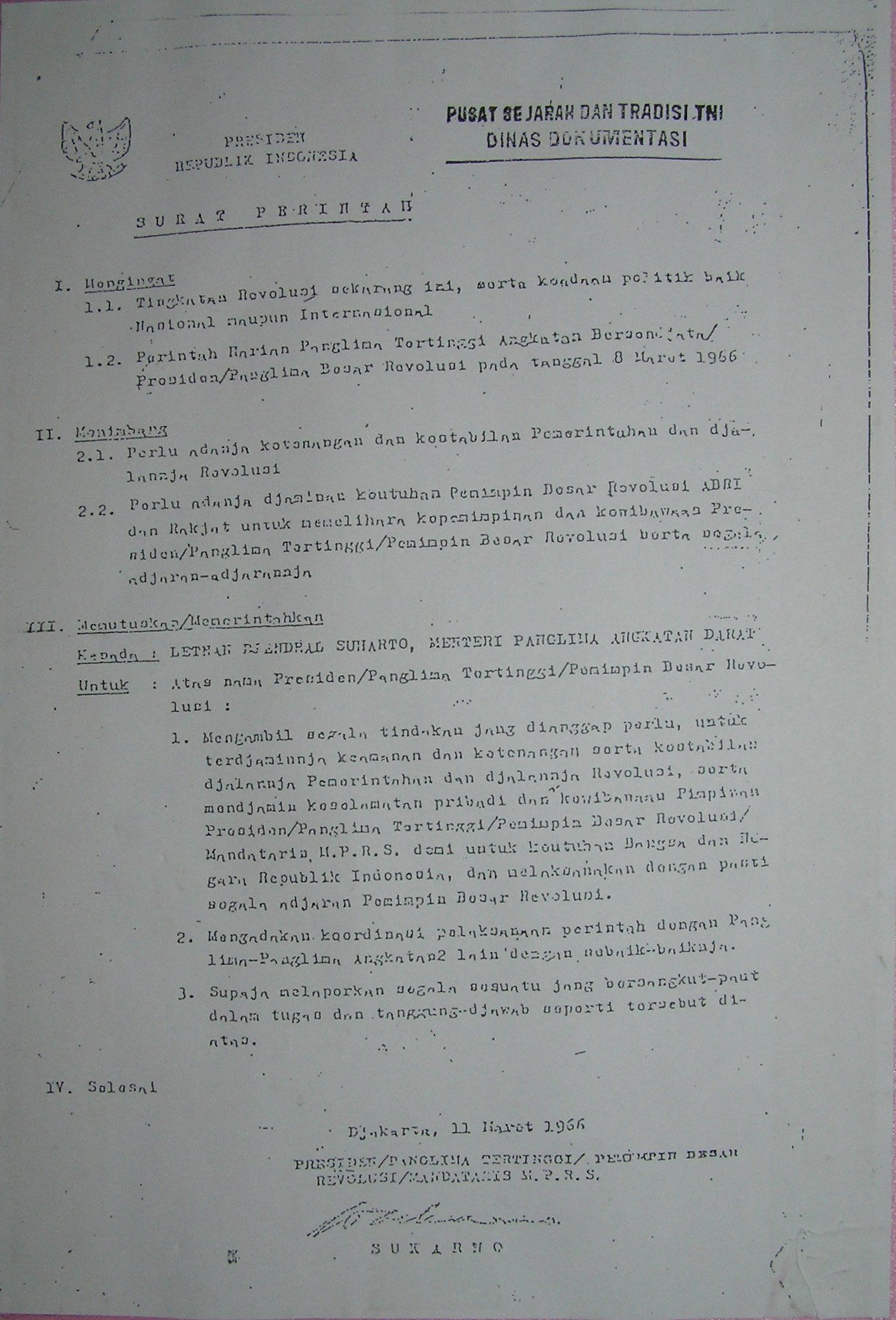
Le Supersemar.

Le 11 mars 1966 à Jakarta, dans un contexte tendu à la suite du « mouvement du 30 septembre 1965 », le président indonésien Soekarno réunit son gouvernement. On lui apprend que « des troupes non identifiées » entourent le palais présidentiel. Soekarno prend un hélicoptère et se rend au palais présidentiel de Bogor, à 60 km au sud de Jakarta.
Le général Soeharto, qui avait pris la tête de la répression du « mouvement du 30 septembre », se rend à Bogor, accompagné de deux autres généraux. Ils en reviennent avec une « Surat Perintah Sebelas Maret » (« ordre du 11 mars ») signé de Soekarno, par lequel le président « ordonne » au général Soeharto de « prendre les mesures nécessaires pour garantir la sécurité et le calme, la stabilité du gouvernement et la bonne marche de la révolution ». Cet "ordre" sera considéré par Soeharto comme un transfert de pouvoir.
Le nom de Supersemar faisait allusion à Semar, personnage du wayang kulit (théâtre d'ombres) javanais, à la fois serviteur et conseiller des princes, incarnation de la divinité suprême.
Le régime dictatorial instauré par Soeharto se maintient jusqu'à la grave crise économique qui suit la crise financière asiatique de 1997. Il est finalement contraint de démissionner de la présidence en mai 1998, à la suite d'émeutes à Jakarta. 

## Le document
PRÉSIDENT DE LA RÉPUBLIQUE D'INDONÉSIE
COMMANDE
I. Considérant

1.1 L'état actuel de la Révolution, ainsi que la situation politique nationale et internationale

1.2 L'ordre du jour du commandant suprême des forces armées / président / Grande commandant  de la révolution en date du 8 mars 1966

II. Prendre en compte

2.1 Le besoin de calme et de stabilité du gouvernement et les progrès de la Révolution

2.2 La nécessité d'une garantie de l'intégrité du grand leader de la Révolution, [les forces armées] et les gens de préserver le leadership et les obligations du président / commandant suprême / Grande Commandant de la Révolution et de ses enseignements

III. Décide / commandes

GÉNÉRAL DE CORPS D'ARMEE Soeharto, Ministre/ commandant de l'armée

Pour: Au nom du Président / Commandant suprême / Grande commandant de la Révolution

1. Prendre toutes les mesures jugées nécessaires pour garantir la sécurité et calmer ainsi que la stabilité de la marche de la Révolution, ainsi que pour garantir la sécurité personnelle et l'autorité de la direction du président / Commandant suprême / Grande commandant de la Révolution / titulaire du mandat du [Assemblée consultative populaire provisoires] pour le bien de l'intégrité de la Nation et de l'Etat de la République de l'Indonésie, et de mettre en œuvre résolument tous les enseignements de la Grande commandant de la Révolution.

2. Coordonner l'exécution des ordres aux commandants des autres forces au meilleur de sa capacité.

3. Rapport toutes les actions liées aux droits et responsabilités en tant que ci-dessus.

IV. Fini
Djakarta, le 11 mars 1966
PRESIDENT/COMMANDANT SUPRÊME / GRANDE COMMANDANT DE LA REVOLUTION/ TITULAIRE DU MANDAT DE [L'Assemblée Consultative du Peuple Provisoire]
SUKARNO